# Tephrina sudella
Tephrina sudella är en fjärilsart som beskrevs av Dyar 1916. Tephrina sudella ingår i släktet Tephrina och familjen mätare. Inga underarter finns listade i Catalogue of Life.